# Sortland (ville)
Pour l’article homonyme, voir Sortland.
Sortland (Suortá en Sami) est une ville et le centre administratif de la municipalité de Sortland, dans le comté de Nordland, en Norvège. La ville est située sur la côte est de l'île de Langøya, le long du détroit de Sortlandsundet.

## Toponymie
La ville, et la municipalité, tire son nom de la vieille ferme de Sortland (vieux norvégien: Svortuland).

## Lieux et monuments
L'église de Sortland (Sortland kirke) de style néogothique a été construite en 1901.

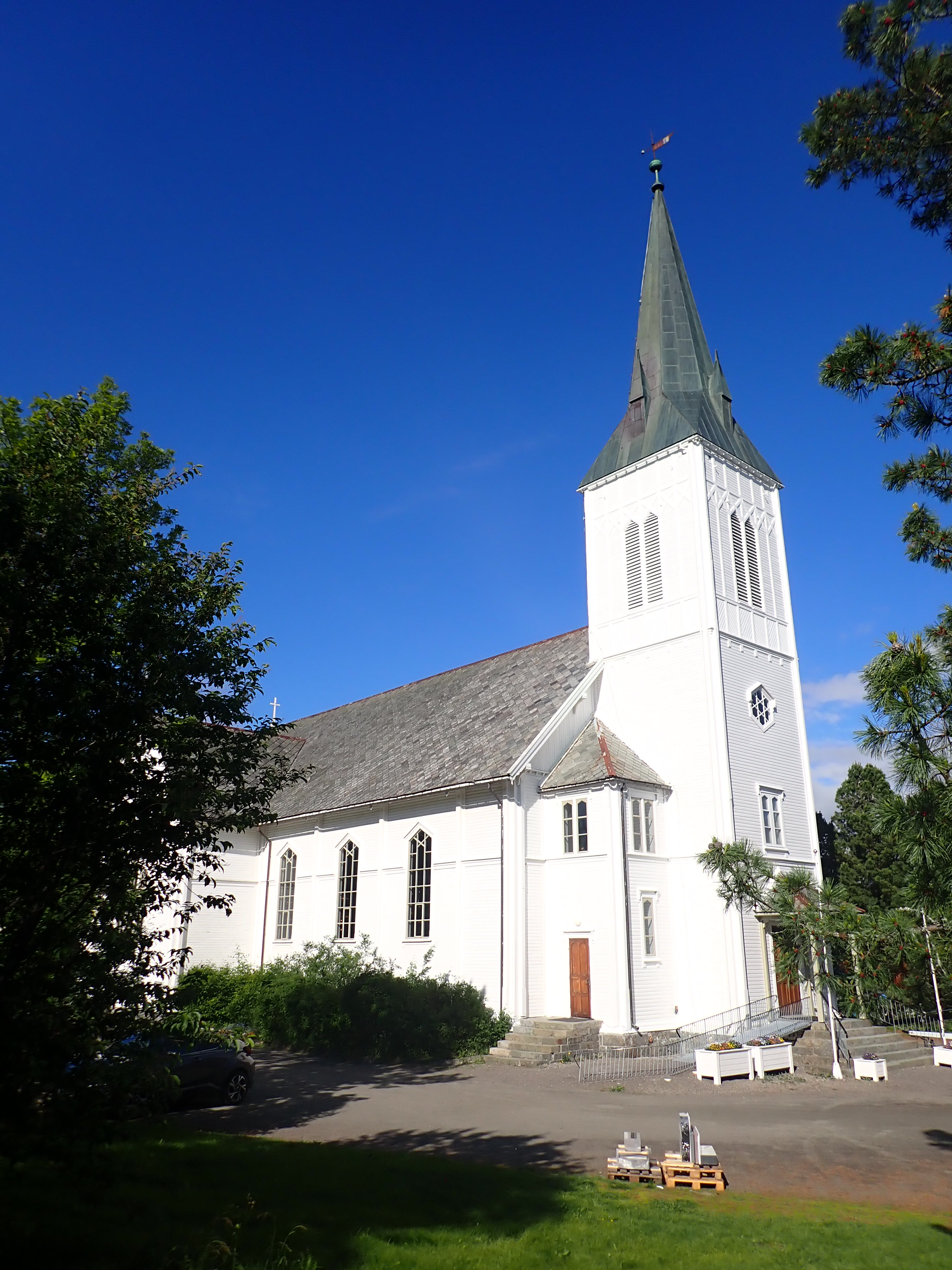
Église de Sortland
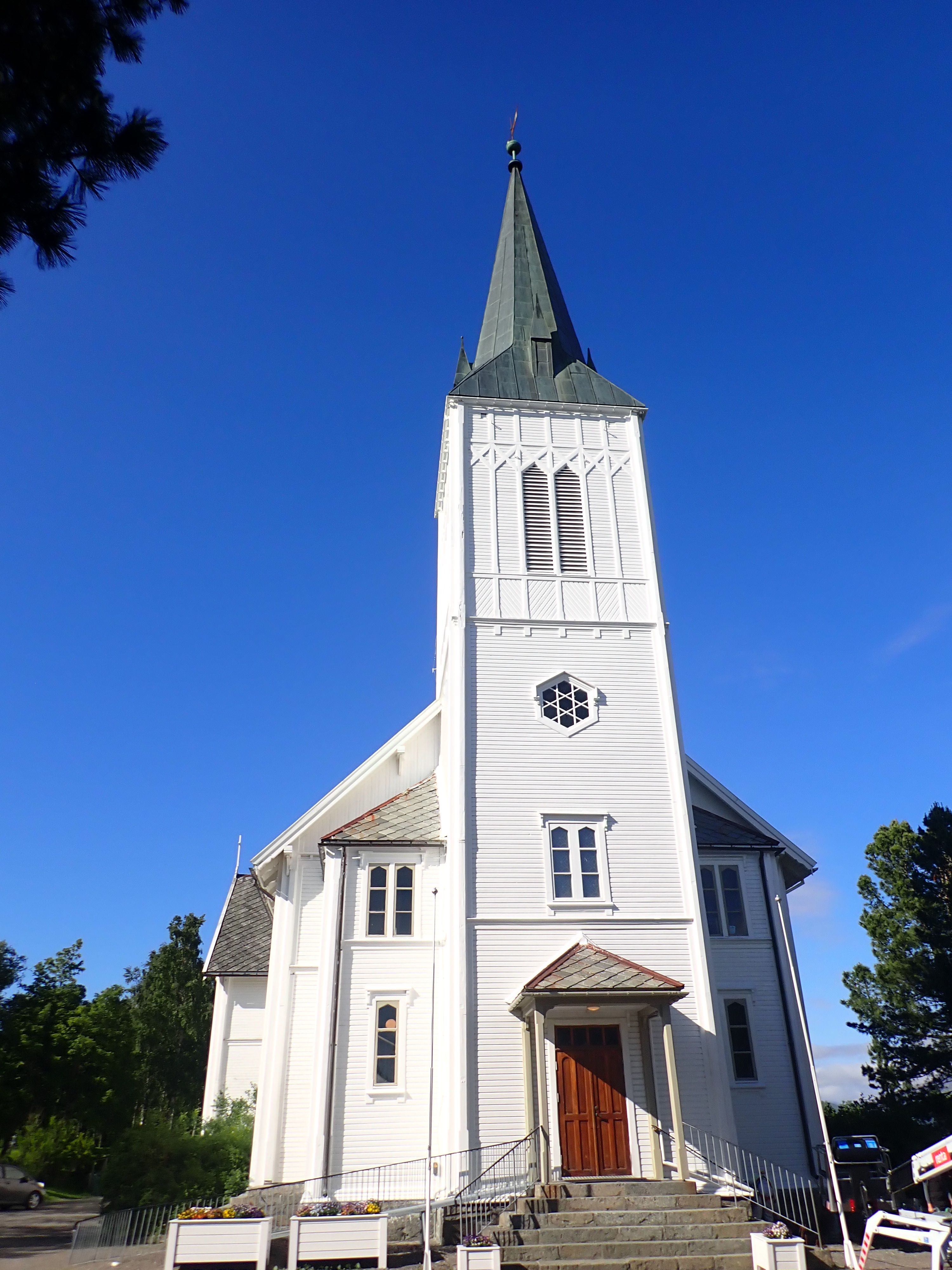
Clocher de l'église